# Mike Wallace (autocoureur)
Mike Wallace (Fenton, Missouri, 10 maart 1959) is een Amerikaans autocoureur die actief is in de NASCAR. Hij is een jongere broer van Rusty Wallace.

## Carrière
Wallace debuteerde in 1991 met de Pyroil 500 op de Phoenix International Raceway in de Winston Cup. Hij reed in zijn carrière drie keer in de top vijf waarvan hij één keer tweede eindigde precies tien jaar na zijn debuut op hetzelfde circuit. Hij debuteerde in 1990 in de toenmalige Busch Series, de huidige Nationwide Series. Hij won tot en met 2011 vier races in deze raceklasse, waaronder een overwinning op de Daytona International Speedway in 2004. In de Camping World Truck Series won hij tot nog toe vijf keer, waaronder een overwinning op Daytona in 2000 en een zege op de Talladega Superspeedway in 2011.